# Michael Meadowcroft
Michael James Meadowcroft (ur. 6 marca 1942 w Southport) – brytyjski polityk Partii Liberalnej, deputowany Izby Gmin..

## Działalność polityczna
W okresie od 9 czerwca 1983 do 11 czerwca 1987 reprezentował okręg wyborczy Leeds West w brytyjskiej Izbie Gmin.